# MTV 90s
MTV 90s – europejski kanał muzyczny koncernu Paramount Networks EMEAA. Jest produkowany w Polsce, przez spółkę MTV Networks Polska.
Stacja została uruchomiona 5 października 2020 roku o godz. 5:00 w miejsce europejskiej wersji MTV Rocks. Pierwszym wyemitowanym przez niego teledyskiem był utwór amerykańskiej piosenkarki Whitney Houston – I Will Always Love You. Kanał nadaje 24 godziny na dobę i emituje głównie muzykę z lat 90. XX wieku.
W lipcu 2025 roku Paramount Global poinformował o planowanym zakończeniu nadawania kanału pod koniec 2025 roku.